# 皮山县国营牧场
皮山县国营牧场是中华人民共和国新疆维吾尔自治区和田地區皮山县下辖的一个类似乡级单位。

## 行政区划
皮山县国营牧场下辖以下地区：巴什拉克村生活区和阿尔皮勒克村生活区。